# Higiene del sueño

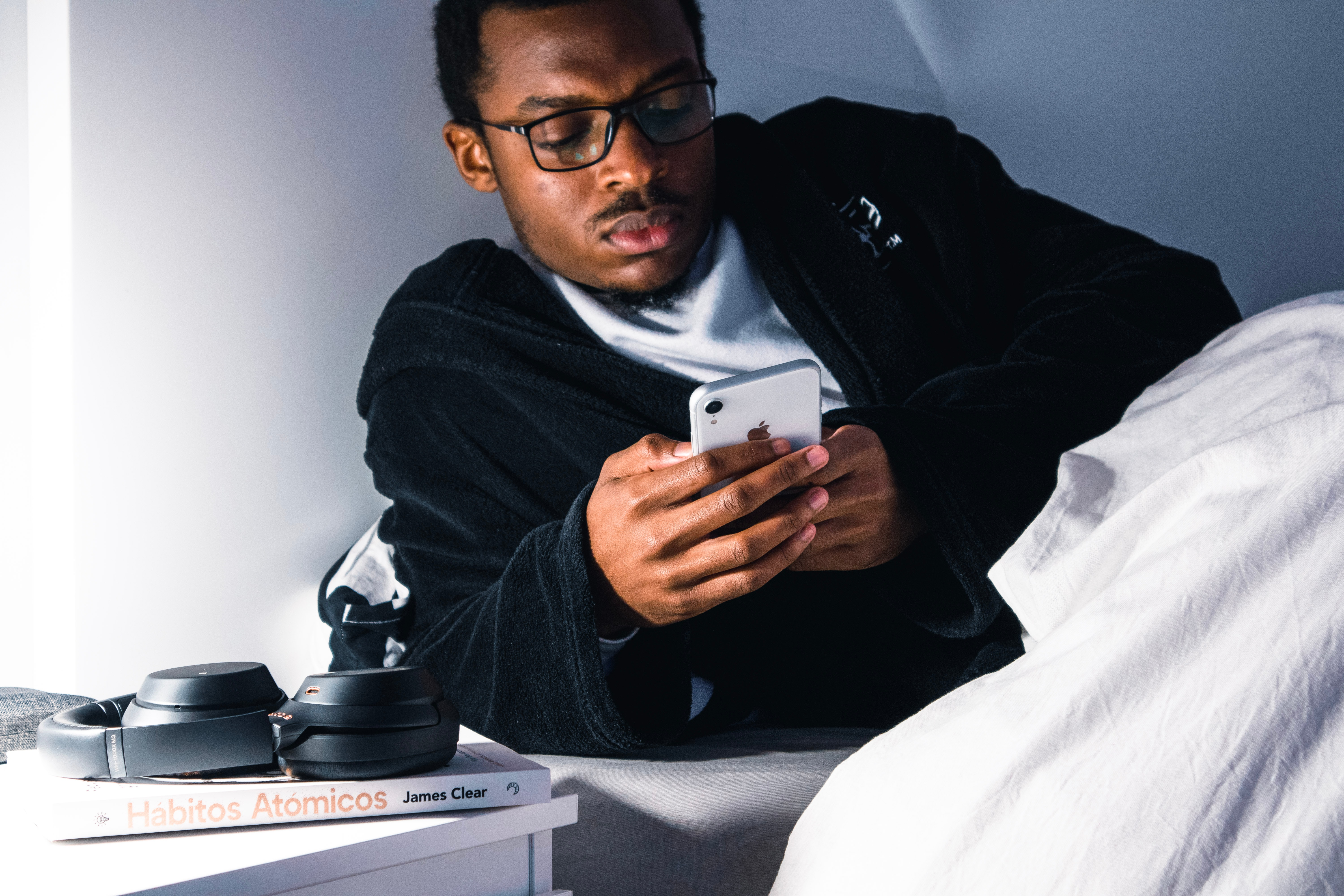
Un hombre teniendo problemas para dormir

La higiene del sueño es una práctica conductual y ambiental  desarrollada a finales de la década de 1970 como método para ayudar a las personas con insomnio leve a moderado.  Los médicos evalúan la higiene del sueño de personas con insomnio y otras afecciones, como depresión, y ofrecen recomendaciones basadas en la evaluación. Las recomendaciones de higiene del sueño incluyen: establecer un horario regular de sueño; utilizar las siestas con cuidado; no hacer ejercicio físico o mental demasiado cerca de la hora de acostarse; limitar la preocupación; limitar la exposición a la luz en las horas previas a dormir; levantarse de la cama si no llega el sueño; no usar la cama para nada más que dormir y tener sexo; evitando el alcohol así como la nicotina, la cafeína y otros estimulantes en las horas previas a acostarse; y tener un ambiente de sueño tranquilo, cómodo y oscuro. Sin embargo, a partir de 2021, la evidencia empírica sobre la eficacia de la higiene del sueño es "limitada y no concluyente" para la población general  y para el tratamiento del insomnio,  a pesar de ser el tratamiento más antiguo para el insomnio.  Una revisión sistemática realizada por la AASM concluyó que los médicos no deberían prescribir higiene del sueño para el insomnio debido a la evidencia de ausencia de su eficacia y al posible retraso del tratamiento adecuado, recomendando en cambio que se prefieran terapias efectivas como la TCC-i .

## Antecedentes
Si bien el término higiene del sueño fue introducido por primera vez en 1939 por Nathaniel Kleitman, un libro publicado en 1977 por el psicólogo Peter Hauri introdujo el concepto en el contexto de la medicina moderna del sueño .    En este libro, Hauri describió una lista de reglas de comportamiento destinadas a promover un mejor sueño.  Conceptos similares se atribuyen a Paolo Mantegazza , quien publicó un libro original relacionado en 1864.  La publicación de 1990 de la Clasificación Internacional de los Trastornos del Sueño (ICSD) introdujo la categoría de diagnóstico Higiene inadecuada del sueño.  La higiene del sueño inadecuada fue una subclasificación del trastorno de insomnio crónico en el ICSD-II publicado en 2005; fue eliminado de la ICSD-III de 2014 junto con otras dos clasificaciones. El término "trastorno de insomnio crónico" se utiliza para todos los subtipos de insomnio crónico y ya no se requiere una higiene del sueño inadecuada para diagnosticar ningún trastorno del sueño, incluidos el insomnio y el síndrome de sueño insuficiente. 
Las recomendaciones específicas de higiene del sueño han cambiado con el tiempo. Por ejemplo, en los primeros conjuntos de recomendaciones se incluyó el consejo de simplemente evitar las pastillas para dormir , pero a medida que se introdujeron más medicamentos para ayudar con el sueño, las recomendaciones sobre su uso se han vuelto más complejas.

## Evaluación
Evaluar la higiene del sueño es importante para determinar si un individuo tiene un trastorno de higiene del sueño inadecuado.  La evaluación diagnóstica generalmente se lleva a cabo mediante una entrevista clínica y se complementa con cuestionarios de autoinforme  y diarios de sueño, que generalmente se llevan de una a dos semanas, para registrar datos de una muestra representativa.  También existen evaluaciones computarizadas, como el sistema Sleep-EVAL, que pueden emplearse en el proceso de diagnóstico.  Cuenta con 1.543 posibles preguntas seleccionadas automáticamente según las respuestas anteriores del individuo.
La práctica de la higiene del sueño y el conocimiento de las prácticas de higiene del sueño se pueden evaluar con medidas como el Índice de Higiene del Sueño,  la Escala de Concientización y Práctica de la Higiene del Sueño,  o la Autoprueba de Higiene del Sueño.  Para las personas más jóvenes, la higiene del sueño se puede evaluar mediante la Escala de higiene del sueño de adolescentes o la Escala de higiene del sueño de niños.

## Recomendaciones
Los médicos eligen entre recomendaciones para mejorar la calidad del sueño de cada individuo y el asesoramiento se presenta como una forma de educación del paciente.

### Horario de sueño y siestas

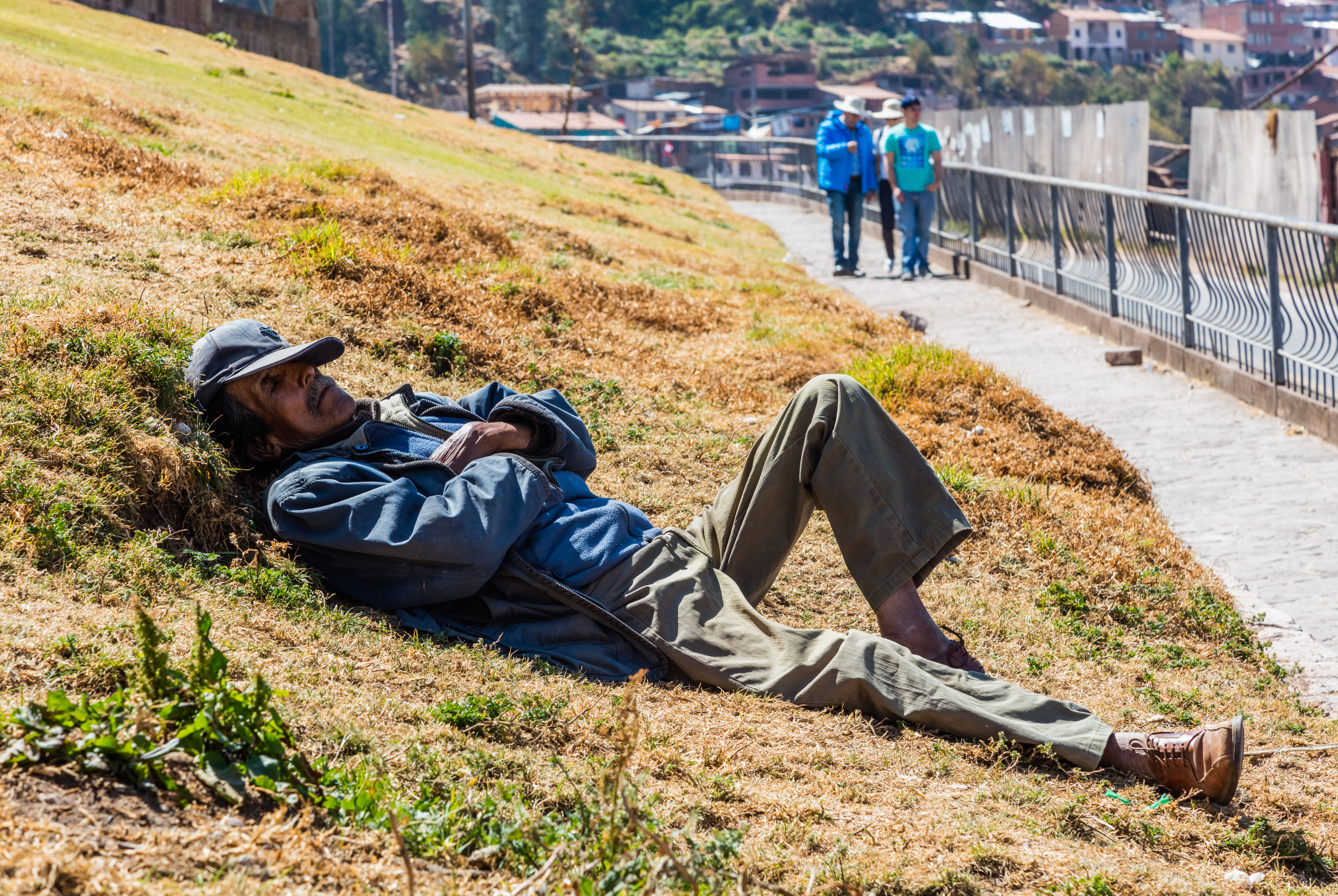
Siesta en San Cristóbal, Cuzco, Perú

Un conjunto de recomendaciones se relaciona con el momento del sueño. Para los adultos mayores de 20 años, dormir menos de 7 a 8 horas se asocia con una serie de déficits de salud física y mental,  y, por lo tanto, una de las principales recomendaciones de higiene del sueño es dejar suficiente tiempo para dormir. 
Los médicos suelen recomendar que estas horas de sueño se obtengan por la noche en lugar de mediante siestas, porque si bien las siestas pueden ser útiles después de la privación de sueño, en condiciones normales las siestas pueden ser perjudiciales para el sueño nocturno. Por un lado, las siestas suelen ser una estrategia común para compensar la falta de sueño durante la noche previa, ello con el fin de disminuir la somnolencia diurna y seguir rindiendo en lo que queda del día.  Sin embargo, se ha descubierto que los efectos negativos de las siestas sobre el sueño nocturno y el rendimiento diurno dependen de la duración y el momento, siendo las siestas de menos de 30 minutos las menos perturbadoras.  También se presta atención a la importancia de despertarse aproximadamente a la misma hora todas las mañanas y, en general, tener un horario de sueño regular.

### Actividad física
El ejercicio es una actividad que puede facilitar o inhibir la calidad del sueño; las personas que hacen ejercicio experimentan una mejor calidad de sueño que las que no lo hacen,  pero hacer ejercicio demasiado tarde en el día puede activar y retrasar el sueño.  
En este sentido, se recomienda la realización de actividad física durante el día o la tarde, pero no cerca de la hora de dormir. En algunos estudios se corroboró que, realizar actividad física intensa durante el día está relacionada con una mejor calidad de sueño nocturno.  Además, se encontró evidencia que, realizar ejercicio físico en los últimos meses o a corto plazo tiene efectos más significativos que en las personas que ya llevan ejercitándose por más de 3 meses.  Sobre ello, otro estudio realizado confirma que el ejercicio en un nivel leve tiene pocos beneficios en la calidad de sueño; el ejercicio moderado tiene mayores efectos beneficiosos en las horas de sueño, la eficiencia, en la latencia del inicio del sueño y en la calidad del sueño (CITA).  De esta manera, otros estudios postulan que el ejercicio físico podría ser una alternativa adicional a las terapias para mejorar los problemas de sueño. 
Por otro lado, se podrían realizar otro tipo de actividades físicas para favorecer la calidad del sueño. Por ejemplo, se sabe que el yoga y los estiramientos pueden disminuir los niveles de estrés y aumentar las probabilidad de gozar de un mejor sueño.  Asimismo, la meditación en el mindfulness, el cual consiste en centrarse en el estado presente del cuerpo pausar los procesos emocionales y cognitivos, también resulta beneficioso para reducir las alteraciones del sueño. 

### Alimentos y sustancias
Se ha descubierto que varios alimentos y sustancias perturban el sueño debido a efectos estimulantes o demandas digestivas disruptivas. Sobre ello, hay estudios que respaldan que una dieta de calidad está relacionada con una mejor calidad de sueño; además que, los alimentos con alto contenido graso afectan negativamente a la calidad de sueño y percepción de descanso.  Tanto el consumo de una comida abundante justo antes de acostarse, que requiere esfuerzo para metabolizarlo todo, como el hambre se han asociado con alteraciones del sueño;  los médicos pueden recomendar comer un refrigerio ligero antes de acostarse. Por tal motivo, se recomienda que el consumo de alimentos sea cuatro horas antes de acostarse. Por parte de los líquidos, se sugiere limitar la ingesta de líquidos antes de acostarse puede evitar las interrupciones del sueño debido a la micción.        
En cuanto al consumo de sustancias, la mayoría de los especialistas en higiene del sueño recomiendan evitar la nicotina , la cafeína (incluido el café, las bebidas energéticas, los refrescos, el té, el chocolate y algunos analgésicos) y otros estimulantes en las horas previas a acostarse,  ya que estas sustancias activan Sistemas neurobiológicos que mantienen la vigilia.  Sobre ello, los médicos frecuentemente desaconsejan el consumo de alcohol cerca de la hora de acostarse porque, aunque el alcohol puede inducir somnolencia inicialmente, la excitación causada por la metabolización del alcohol puede interrumpir y fragmentar significativamente el sueño.  También se cree que fumar productos de tabaco antes de acostarse reduce la calidad del descanso al disminuir el tiempo pasado en sueño profundo , lo que provoca fragmentación del sueño e inquietud nocturna. Asimismo, al igual que un cigarro tradicional, el vape o cigarro electrónico, también tiene un efecto activador en el organismo pues, dependiendo del nivel de nicotina que contenga, puede acelerar el ritmo cardiaco y la frecuencia respiratoria. 

### Ambiente de sueño
Se recomienda crear un ambiente para dormir que sea tranquilo, muy oscuro y fresco. Se ha demostrado que los ruidos, la luz y las temperaturas incómodas alteran el sueño continuo.   Otras recomendaciones que se hacen con frecuencia, aunque menos estudiadas, incluyen seleccionar colchones, ropa de cama y almohadas cómodas,  y eliminar un reloj visible en el dormitorio, para evitar centrarse en el paso del tiempo al intentar conciliar el sueño.  Se ha demostrado que la exposición a la luz durante el sueño provoca fatiga ocular.  En 2015, una revisión sistemática de estudios sobre colchones concluyó que los colchones inflados a medida y de firmeza media eran mejores para el dolor y la alineación neutra de la columna. 
A pesar de las recomendaciones comprobadas, el ambiente ideal para dormir puede ser un aspecto que puede depender de los gustos de cada persona, por lo que en aspectos como la iluminación o la temperatura puede ser particularmente diferente en cada individuo.

### Tecnología
Con el fin de generar un mejor ambiente de sueño, se recomienda alejarse de la tecnología cuando sea el momento de acostarse. Sobre ello, se ha demostrado que la exposición a la luz durante el sueño puede provocar fatiga ocular y retrasar la conciliación del sueño.  Además, la realización de actividades que involucren la exposición a luz azul, como el uso de redes sociales, está relacionada con la dilatación del tiempo para ir a acostars. Entonces, aumentar la exposición a la luz brillante y natural durante el día y evitar la luz brillante en las horas previas a acostarse puede ayudar a promover un horario de sueño y vigilia alineado con el ciclo diario de luz y oscuridad de la naturaleza.  Por otro lado, la tecnología podría ser útil para ayudar a relajar al cuerpo y prepararse para dormir. Por ejemplo, el uso de videos para una meditación guiada, mindfulness, rutinas de yoga o música relajante como forma de ambientar el espacio.  Sin embargo, estos recursos no deben ser utilizados a forma de tratamiento de algún trastorno del sueño, sino que pueden ser útiles en casos excepcionales u ocasionales de no poder conciliar el sueño.

### Rutina de sueño
Como se explicó en la sección de actividad física y en la de tecnología, algunas actividades que requieren mayor excitación fisiológica y demanda cognitiva, interfieren con la conciliación del sueño, por lo que se recomienda realizar actividades relajantes antes de acostarse.  Por el contrario, se ha demostrado que continuar con actividades laborales importantes o planificar poco antes de acostarse o una vez en la cama retrasa el sueño.  Es así que, una buena higiene del sueño implica minimizar el tiempo dedicado a pensar en preocupaciones o cualquier actividad emocionalmente perturbadora poco antes de acostarse.  Igualmente, intentar conciliar el sueño intencionadamente puede provocar frustración que impida aún más conciliar el sueño,  por lo que en tales situaciones se puede recomendar a la persona que se levante de la cama e intente otra cosa durante un breve período de tiempo.
Generalmente, para las personas que experimentan dificultades para dormir, pasar menos tiempo en la cama da como resultado un sueño más profundo y continuo,  por lo que los médicos con frecuencia recomendarán eliminar el uso de la cama para cualquier actividad excepto dormir o tener relaciones sexuales.
Por ello, tener una misma rutina antes de dormir puede ayudar a mentalizar al cuerpo que se acerca la hora de descansar. Sobre ello, la realización de actividades como apagar los dispositivos electrónicos, realizar estiramientos a nivel corporal, escuchar música relajante o realizar rutinas de cuidado corporal, pueden ayudar con la ambientación y concientización de la actividad de descanso. Además, se debe tener en cuenta el número de horas requerido por etapa de vida, por lo que es recomendable acostarse y despertarse a la misma hora diariamente. 

## Efectividad de las recomendaciones para mejorar la higiene del sueño
Los estudios sobre higiene del sueño utilizan diferentes conjuntos de recomendaciones de higiene del sueño,  y la evidencia de que mejorar la higiene del sueño mejora la calidad del sueño es débil y no concluyente a partir de 2014.  La mayoría de las investigaciones sobre los principios de la higiene del sueño se han realizado en entornos clínicos y es necesario realizar más investigaciones en poblaciones no clínicas. 
La fuerza del apoyo de la investigación para cada recomendación varía;  algunas de las recomendaciones más investigadas y respaldadas incluyen los efectos negativos de los ambientes ruidosos para dormir, el consumo de alcohol en las horas previas a dormir, la realización de tareas mentalmente difíciles antes de dormir y el esfuerzo excesivo por conciliar el sueño.  Falta evidencia de los efectos de ciertas recomendaciones de higiene del sueño, como conseguir un colchón más cómodo, quitar los relojes del dormitorio, no preocuparse y limitar los líquidos.  Otras recomendaciones, como los efectos de la siesta o el ejercicio, tienen una base de evidencia más complicada. Los efectos de la siesta, por ejemplo, parecen depender de la duración y el momento de la siesta, junto con la cantidad de sueño acumulado que ha tenido un individuo en las últimas noches. 
Existe evidencia que muestra resultados positivos del sueño para las personas que siguen más de una recomendación de higiene del sueño.  Sin embargo, no hay evidencia de que una mala higiene del sueño pueda contribuir al insomnio.
Si bien no hay pruebas concluyentes de que la higiene del sueño por sí sola sea eficaz como tratamiento para el insomnio , algunos estudios de investigación han demostrado una mejora en el insomnio en pacientes que reciben educación sobre higiene del sueño en combinación con prácticas de terapia cognitivo-conductual.
La Academia Estadounidense de Medicina del Sueño publicó en 2021 un metaanálisis sobre terapias conductuales que concluye que "no favorecen el uso de la higiene del sueño como terapia independiente para el insomnio crónico" ya que "la evidencia reciente muestra que ya no está respaldada como una terapia de un solo componente". Recomiendan además educar a los médicos y a los pacientes para que eviten la recomendación de higiene del sueño, ya que esto puede provocar un "retraso en la implementación de terapias eficaces con síntomas de insomnio continuos o que empeoran" y, además, puede desmotivar a los pacientes a "someterse a otros tratamientos basados en su experiencia con una intervención ineficaz". ". También fue imposible realizar un análisis de red sobre la eficacia de elementos específicos de la higiene del sueño debido a la amplia heterogeneidad y la falta de informes sistemáticos sobre el contenido y los métodos de entrega.

## Poblaciones que suelen tener una inadecuada higiene del sueño
La higiene del sueño es un componente central de la terapia cognitivo-conductual para el insomnio .  Los trastornos del sueño específicos pueden requerir otros enfoques de tratamiento o adicionales, y las dificultades continuas con el sueño pueden requerir asistencia adicional de los proveedores de atención médica. 
Los estudiantes universitarios corren el riesgo de tener una mala higiene del sueño y también de no ser conscientes de los efectos resultantes de la falta de sueño.  Debido a los horarios semanales irregulares y al entorno del campus, es probable que los estudiantes universitarios tengan horarios variables de sueño y vigilia a lo largo de la semana, tomen siestas, beban cafeína o alcohol cerca de la hora de acostarse y duerman en ambientes perturbadores para dormir.  Debido a esto, los investigadores recomiendan la educación sobre higiene del sueño en los campus universitarios.  La Universidad de Harvard , por ejemplo, exige que todos los estudiantes universitarios entrantes de primer año tomen un breve curso en línea sobre el tema antes de que comience el semestre de otoño. 
De manera similar, los trabajadores por turnos tienen dificultades para mantener un horario saludable de sueño y vigilia debido a las horas de trabajo nocturnas o irregulares.  Los trabajadores por turnos deben ser estratégicos en cuanto a tomar siestas y beber cafeína, ya que estas prácticas pueden ser necesarias para la productividad y la seguridad en el trabajo, pero deben programarse cuidadosamente. Debido a que los trabajadores por turnos pueden necesitar dormir mientras otras personas están despiertas, los cambios adicionales en el entorno para dormir deben incluir la reducción de las perturbaciones apagando los teléfonos y colocando carteles en las puertas de los dormitorios para informar a los demás cuando están durmiendo.
Además, el nivel socioeconómico a menudo determina el acceso a la atención, lo que lleva a una trayectoria descendente en la salud.  Las personas con un nivel socioeconómico más bajo tienen un acceso limitado a condiciones de vida de calidad. La situación económica puede contribuir a un estrés tremendo. El sueño es el mecanismo principal de los factores estresantes biológicos y psicosociales que pueden ayudar a recuperarse del estrés moderado. Sin embargo, el nivel de estrés afectará al cerebro al alterar el ciclo circadiano , lo que significa que más estrés provocará más alteraciones del sueño.  Los datos apuntan a una relación inversa: un NSE más bajo dará como resultado un sueño insuficiente y una disminución en la calidad del sueño en comparación con un NSE alto.  La luz y el ruido afectarán significativamente los patrones de sueño. La exposición a la luz alterará el ritmo circadiano natural del cuerpo. En poblaciones de nivel socioeconómico bajo, las horas de trabajo largas e irregulares pueden obligar a una persona a intentar dormir durante el día. Esto alterará significativamente los beneficios fisiológicos que se derivan del sueño. Además, los barrios urbanos probablemente tendrán más ruido nocturno, criminalidad y violencia. En estos barrios, el cuerpo estará en constante estado de supervivencia, liberando cortisol y adrenalina, que interfieren con el sueño. 
Debido a los síntomas de bajo estado de ánimo y energía, es probable que las personas con depresión tengan comportamientos contrarios a una buena higiene del sueño, como tomar siestas durante el día, consumir alcohol cerca de la hora de acostarse y consumir grandes cantidades de cafeína durante el día.  Además de la educación sobre la higiene del sueño, la terapia con luz brillante puede ser un tratamiento útil para personas con depresión y alteraciones del ritmo circadiano.  La terapia con luz brillante matutina no solo puede ayudar a establecer un mejor horario de sueño y vigilia, sino que también se ha demostrado que es eficaz para tratar la depresión directamente, especialmente cuando se relaciona con el trastorno afectivo estacional. 
Las personas con dificultades respiratorias debido al asma o alergias pueden experimentar barreras adicionales para un sueño de calidad que pueden abordarse mediante variaciones específicas de las recomendaciones de higiene del sueño. La dificultad para respirar puede provocar alteraciones del sueño, reduciendo la capacidad de permanecer dormido y lograr un sueño reparador.  Para las personas con alergias o asma, se deben dar consideraciones adicionales a los posibles desencadenantes en el ambiente del dormitorio.  Los medicamentos que podrían mejorar la capacidad para respirar mientras se duerme también pueden afectar el sueño de otras maneras, por lo que se debe administrar con cuidado los descongestionantes, los controladores del asma y los antihistamínicos. 

## Implementaciones realizadas para la mejora de la higiene del sueño
Las estrategias de higiene del sueño incluyen consejos sobre el momento del sueño y la ingesta de alimentos en relación con el ejercicio y el entorno para dormir.  Las recomendaciones dependen del conocimiento de la situación individual. El asesoramiento se presenta como una forma de educación del paciente. 
A medida que ha aumentado la atención al papel de la higiene del sueño en la promoción de la salud pública, ha aumentado el número de recursos disponibles en forma impresa y en Internet.  Las organizaciones que ejecutan iniciativas de salud pública incluyen la Fundación Nacional del Sueño y la División de Medicina del Sueño de la Facultad de Medicina de Harvard, las cuales han creado sitios web públicos con recursos sobre higiene del sueño, como consejos para la higiene del sueño, videos instructivos, autoevaluaciones sobre higiene del sueño. evaluaciones, estadísticas de encuestas sobre higiene del sueño y herramientas para encontrar profesionales del sueño.   En 2013 se estableció un acuerdo de cooperación entre los Centros para el Control y la Prevención de Enfermedades de EE. UU. y la Academia Estadounidense de Medicina del Sueño para coordinar el Proyecto Nacional de Concientización sobre el Sueño Saludable , uno de sus objetivos es promover la concientización sobre la higiene del sueño. 
Las jornadas laborales largas e irregulares contribuyen a la disparidad en la salud del sueño en los EE. UU. Los gobiernos locales podrían regular los horarios comerciales de quienes emplean altos índices de familias de bajos ingresos. Además, el acceso a la atención suele estar determinado por la ocupación de esa persona. Los médicos de las comunidades deberían abogar por la cobertura de seguros y el acceso a la atención de los servicios relacionados con el sueño. La telemedicina es un enfoque prometedor propuesto para reducir las barreras a la atención médica del sueño. Esto elimina los desafíos de transporte para las poblaciones desatendidas y es más rentable.  La actigrafía puede proporcionar un método rentable para diagnosticar los trastornos del sueño.  Los barrios pueden mejorarse actualizando la planificación urbana. La población ruidosa se puede reducir promoviendo la transitabilidad peatonal entre las comunidades. La transitabilidad a pie solo es posible cuando se optimiza la seguridad del vecindario.